# Кончаловский, Егор Андреевич
Его́р Андре́евич Кончало́вский (настоящее имя — Гео́ргий Андре́евич Михалко́в; род. 15 января 1966, Москва, СССР) — российский кинорежиссёр, сценарист и продюсер. Сын режиссёра Андрея Михалкова-Кончаловского.

## Биография
Родился 15 января 1966 года в Москве, в русско-казахской семье кинорежиссёра Андрея Михалкова-Кончаловского и актрисы Натальи Аринбасаровой. По поводу своего происхождения в 2011 году он сказал: «Хочу сделать картину о царице Томирис. Вынашиваю этот исторический проект. Я интересуюсь историей Казахстана. Часть моих корней здесь, на этой земле… Здесь я считаю себя казахом, в России — русским».
Родители развелись, когда ему было три года, отец женился на Вивиан Годе (фр. Viviane Godet) и уехал во Францию.
Вспоминал, что «прогулял весь десятый класс и еле-еле на „тройки“ закончил школу».
В 1984—1986 отслужил срочную в Советской армии (кавалерийский полк при киностудии «Мосфильм»). В 1988—1990 учился в Международной школе St. Clares в Оксфорде, Великобритания, в 1990—1991 — Кенсингтонском бизнес-колледже в Лондоне.
Работал ассистентом режиссёра у отца на картинах «Танго и Кэш» (1989), «Гомер и Эдди» (1989), «Ближний круг» (1991).
В 1992 году совместно с Андреем Разенковым создал рекламную студию «PS TVC» (Partner Studio TVCommercials). Как режиссёр телевизионной рекламы, снял около 150 роликов, в том числе для «Проктер энд Гэмбл», «Марс» (в том числе «Сникерс», «Баунти», «Дав (шоколад)»), «Видал Сассун», «Баскин Роббинс», «Индезит», «Сони»…
В 1994 году защитил диплом магистра истории искусств в Кембриджском университете. По образованию — искусствовед, специализировался на творчестве Дюрера и Рембрандта.
С 1997 года — художественный руководитель рекламного агентства полного цикла «Prospect Advertising».
В 1999 году продюсер Игорь Толстунов предложил ему снять фильм «Затворник», с которого начался путь Кончаловского в большом кинематографе. Сам он высказывался: «Будучи сыном и племянником двух лучших кинорежиссёров страны и не имея профессионального образования, я решил войти в их пространство. Да, был большой опыт в съёмках рекламы, клипов, но игровое кино — совершенно другая область. И я беспокоился, как бы не опозорить дядю — Никиту Сергеевича Михалкова и папу — Андрея Сергеевича Кончаловского».
Уже в 2002 на экраны вышел «Антикиллер» Кончаловского, главную роль в котором исполнил Гоша Куценко. С тех пор режиссер снял несколько кинокартин, в их числе: драма «Побег» и триллер «На Луне».
3-4 октября 2014 года принял участие в театрализованных онлайн-чтениях «Каренина. Живое издание».
В 2022 году вышла семейная комедия Кончаловского «Мой папа — вождь» с Дмитрием Нагиевым и Марией Мироновой в главных ролях.

## Взгляды
В 2011 году отмечал, что «очень хочет сделать настоящий блокбастер, который посмотрят десятки миллионов зрителей во всём мире». Также отмечал, что «хотелось бы научиться снимать кино, за которое не стыдно, но которое при этом понравилось бы даже зрителям, предпочитающим новые серии „самых лучших фильмов“ или какую-нибудь „Невесту любой ценой“». Тогда же высказывался:
Это иллюзия, будто средний европейский телезритель более глубок и восприимчив к прекрасному, нежели наш. В кино и на телевидении повсеместно идёт погоня за рейтингом, за кассой. Результат очевиден: мы имеем того зрителя, которого сами создали. К сожалению, во всем мире главенствует потребительский дебилизм.
Свои политические взгляды определяет как ватнические, высоко оценивает деятельность Михаила Хазина и Андрея Фурсова, критикует страны Запада, которые по его мнению встали на путь сатанизма.

Выступил в поддержку аннексии Крыма в 2014 году и российского вторжения на Украину в 2022 году, предлагал полностью захватить её территорию, заявив что Россия на Украине воюет с «сатанинским фашистским режимом гомосексуалистов».
«Украина присоединится к нашему миру, да. Часть уже вернули — вернём остальное. Но что мы будем делать вот со всем этим миром? Вот это самое главное, на мой взгляд», — в интервью RT (2022 год)
В 2022 году Егор Кончаловский посетил Донецк и рассказал о планах снять документальный фильм о Донбассе.
За оправдание войны России против Украины находится под санкциями Совета национальной безопасности и обороны Украины от 18 апреля 2025 года «О применении персональных специальных экономических и других ограничительных мер».

## Семья
Дед — Сергей Владимирович Михалков (1913—2009), писатель, поэт, драматург.
Отец — Андрей Михалков-Кончаловский (род. 1937), режиссёр, сценарист; народный артист РСФСР (1980). Мать — Наталья Аринбасарова (род. 1946), актриса, заслуженная артистка РСФСР (1979).
Единоутробная сестра — Екатерина Двигубская (род. 1974), актриса, кинорежиссёр, телепродюсер, сценарист и писательница.

## Личная жизнь
Жена (неофициальный брак) — Любовь Толкалина (род. 16 февраля 1978 года), актриса. В 2001 году у них родилась дочь Мария Михалкова-Кончаловская (род. 5 июня 2001 года). В 2017 году спустя 20 лет совместной жизни пара приняла решение разойтись.
Вторая жена — Мария Леонова (род. 1984), юрист. Сыновья — Тимур (род. 2 апреля 2017 года) и Марат (род. 3 января 2023 года). Жили в фактическом браке, расписались в 2022 году.

## Фильмография

### Режиссёр
- 1996 — Я был советским писателем (документальный телефильм)
- 1999 — Затворник
- 2002 — Антикиллер
- 2003 — Антикиллер 2: Антитеррор
- 2005 — Побег
- 2007 — Консервы
- 2008 — 9 мая. Личное отношение (новелла «Праздник со слезами на глазах»)
- 2009 — Розы для Эльзы
- 2009 — Наша Маша и волшебный орех
- 2009 — Москва, я люблю тебя! (новелла «Москвичи»)
- 2011 — Возвращение в «А» (рабочие названия «Настоящий полковник», «Кара майор»; Казахстан, Россия)
- 2012 — Сердце моё — Астана (первая новелла)
- 2020 — На Луне
- 2022 — Мой папа — вождь
- 2022 — Псоглавцы
- 2023 — Большой дом

### Актёр
- 2002 — Антикиллер — киллер-снайпер
- 2005 — Побег — продавец овощей, и фруктов
- 2007 — Консервы — зэк
- 2009 — Москва, я люблю тебя! (новелла «Москвичи») — фотограф

### Продюсер
- 1996 — Я был советским писателем (документальный телефильм)
- 2008 — Мустанг
- 2011 — Сердце моё — Астана

## Признание и награды
- КФ «Московский Пегас» (2000)
- КФ русских фильмов в Онфлере (2000)
- РКФ «Литература и кино» в Гатчине (2001)
- Премия «Блокбастер» (2002)
- Премия «Элита» (2003)

## Генеалогия
Родословное древо
|                                |                                |                                |                                |                                       |                                       |                                       |                                       |                                       |                                       |                                |                                | Владимир Михалков (1817—1900)  |                                |                                |                                |                                |                                |                             |                             |                             |                             |                             |                             |                                  |                                  |                                  |                                  |                                  |                                  |                               |                               |                               |                               |                               |                               |                                 |                                 |                                 |                                 |                                       |                                       |                                       |                                       |                                       |                                       |                          |                          |                          |                          |  |  |                             |                             |                             |                             |                             |                             |  |  |
|                                |                                |                                |                                |                                       |                                       |                                       |                                       |                                       |                                       |                                |                                |                                |                                |                                |                                |                                |                                |                             |                             |                             |                             |                             |                             |                                  |                                  |                                  |                                  |                                  |                                  |                               |                               |                               |                               |                               |                               |                                 |                                 |                                 |                                 |                                       |                                       |                                       |                                       |                                       |                                       |                          |                          |                          |                          |  |  |                             |                             |                             |                             |                             |                             |  |  |
|                                |                                |                                |                                |                                       |                                       |                                       |                                       |                                       |                                       |                                |                                | Александр Михалков (1856—1915) | Александр Михалков (1856—1915) | Александр Михалков (1856—1915) | Александр Михалков (1856—1915) | Александр Михалков (1856—1915) | Александр Михалков (1856—1915) |                             |                             | Василий Суриков (1848—1916) | Василий Суриков (1848—1916) | Василий Суриков (1848—1916) | Василий Суриков (1848—1916) | Василий Суриков (1848—1916)      | Василий Суриков (1848—1916)      |                                  |                                  |                                  |                                  |                               |                               | Пётр Кончаловский (1839—1904) | Пётр Кончаловский (1839—1904) | Пётр Кончаловский (1839—1904) | Пётр Кончаловский (1839—1904) | Пётр Кончаловский (1839—1904)   | Пётр Кончаловский (1839—1904)   |                                 |                                 |                                       |                                       |                                       |                                       |                                       |                                       |                          |                          |                          |                          |  |  |                             |                             |                             |                             |                             |                             |  |  |
|                                |                                |                                |                                |                                       |                                       |                                       |                                       |                                       |                                       |                                |                                | Александр Михалков (1856—1915) | Александр Михалков (1856—1915) | Александр Михалков (1856—1915) | Александр Михалков (1856—1915) | Александр Михалков (1856—1915) | Александр Михалков (1856—1915) |                             |                             | Василий Суриков (1848—1916) | Василий Суриков (1848—1916) | Василий Суриков (1848—1916) | Василий Суриков (1848—1916) | Василий Суриков (1848—1916)      | Василий Суриков (1848—1916)      |                                  |                                  |                                  |                                  |                               |                               | Пётр Кончаловский (1839—1904) | Пётр Кончаловский (1839—1904) | Пётр Кончаловский (1839—1904) | Пётр Кончаловский (1839—1904) | Пётр Кончаловский (1839—1904)   | Пётр Кончаловский (1839—1904)   |                                 |                                 |                                       |                                       |                                       |                                       |                                       |                                       |                          |                          |                          |                          |  |  |                             |                             |                             |                             |                             |                             |  |  |
|                                |                                |                                |                                |                                       |                                       |                                       |                                       |                                       |                                       |                                |                                |                                |                                |                                |                                |                                |                                |                             |                             |                             |                             |                             |                             |                                  |                                  |                                  |                                  |                                  |                                  |                               |                               |                               |                               |                               |                               |                                 |                                 |                                 |                                 |                                       |                                       |                                       |                                       |                                       |                                       |                          |                          |                          |                          |  |  |                             |                             |                             |                             |                             |                             |  |  |
|                                |                                |                                |                                | Ольга Глебова (1883—1943)             | Ольга Глебова (1883—1943)             | Ольга Глебова (1883—1943)             | Ольга Глебова (1883—1943)             | Ольга Глебова (1883—1943)             | Ольга Глебова (1883—1943)             |                                |                                | Владимир Михалков (1886—1932)  | Владимир Михалков (1886—1932)  | Владимир Михалков (1886—1932)  | Владимир Михалков (1886—1932)  | Владимир Михалков (1886—1932)  | Владимир Михалков (1886—1932)  |                             |                             | Ольга Сурикова (1878—1958)  | Ольга Сурикова (1878—1958)  | Ольга Сурикова (1878—1958)  | Ольга Сурикова (1878—1958)  | Ольга Сурикова (1878—1958)       | Ольга Сурикова (1878—1958)       |                                  |                                  | Пётр Кончаловский (1876—1956)    | Пётр Кончаловский (1876—1956)    | Пётр Кончаловский (1876—1956) | Пётр Кончаловский (1876—1956) | Пётр Кончаловский (1876—1956) | Пётр Кончаловский (1876—1956) |                               |                               | Максим Кончаловский (1875—1942) | Максим Кончаловский (1875—1942) | Максим Кончаловский (1875—1942) | Максим Кончаловский (1875—1942) | Максим Кончаловский (1875—1942)       | Максим Кончаловский (1875—1942)       |                                       |                                       |                                       |                                       |                          |                          |                          |                          |  |  |                             |                             |                             |                             |                             |                             |  |  |
|                                |                                |                                |                                | Ольга Глебова (1883—1943)             | Ольга Глебова (1883—1943)             | Ольга Глебова (1883—1943)             | Ольга Глебова (1883—1943)             | Ольга Глебова (1883—1943)             | Ольга Глебова (1883—1943)             |                                |                                | Владимир Михалков (1886—1932)  | Владимир Михалков (1886—1932)  | Владимир Михалков (1886—1932)  | Владимир Михалков (1886—1932)  | Владимир Михалков (1886—1932)  | Владимир Михалков (1886—1932)  |                             |                             | Ольга Сурикова (1878—1958)  | Ольга Сурикова (1878—1958)  | Ольга Сурикова (1878—1958)  | Ольга Сурикова (1878—1958)  | Ольга Сурикова (1878—1958)       | Ольга Сурикова (1878—1958)       |                                  |                                  | Пётр Кончаловский (1876—1956)    | Пётр Кончаловский (1876—1956)    | Пётр Кончаловский (1876—1956) | Пётр Кончаловский (1876—1956) | Пётр Кончаловский (1876—1956) | Пётр Кончаловский (1876—1956) |                               |                               | Максим Кончаловский (1875—1942) | Максим Кончаловский (1875—1942) | Максим Кончаловский (1875—1942) | Максим Кончаловский (1875—1942) | Максим Кончаловский (1875—1942)       | Максим Кончаловский (1875—1942)       |                                       |                                       |                                       |                                       |                          |                          |                          |                          |  |  |                             |                             |                             |                             |                             |                             |  |  |
|                                |                                |                                |                                |                                       |                                       |                                       |                                       |                                       |                                       |                                |                                |                                |                                |                                |                                |                                |                                |                             |                             |                             |                             |                             |                             |                                  |                                  |                                  |                                  |                                  |                                  |                               |                               |                               |                               |                               |                               |                                 |                                 |                                 |                                 |                                       |                                       |                                       |                                       |                                       |                                       |                          |                          |                          |                          |  |  |                             |                             |                             |                             |                             |                             |  |  |
|                                |                                |                                |                                |                                       |                                       |                                       |                                       |                                       |                                       |                                |                                |                                |                                |                                |                                |                                |                                |                             |                             |                             |                             |                             |                             |                                  |                                  |                                  |                                  |                                  |                                  |                               |                               |                               |                               |                               |                               |                                 |                                 |                                 |                                 |                                       |                                       |                                       |                                       |                                       |                                       |                          |                          |                          |                          |  |  |                             |                             |                             |                             |                             |                             |  |  |
| Михаил Михалков (1922—2006)    | Михаил Михалков (1922—2006)    | Михаил Михалков (1922—2006)    | Михаил Михалков (1922—2006)    | Михаил Михалков (1922—2006)           | Михаил Михалков (1922—2006)           |                                       |                                       | Александр Михалков (1917—2001)        | Александр Михалков (1917—2001)        | Александр Михалков (1917—2001) | Александр Михалков (1917—2001) | Александр Михалков (1917—2001) | Александр Михалков (1917—2001) |                                |                                | Сергей Михалков (1913—2009)    | Сергей Михалков (1913—2009)    | Сергей Михалков (1913—2009) | Сергей Михалков (1913—2009) | Сергей Михалков (1913—2009) | Сергей Михалков (1913—2009) |                             |                             | Наталья Кончаловская (1903—1988) | Наталья Кончаловская (1903—1988) | Наталья Кончаловская (1903—1988) | Наталья Кончаловская (1903—1988) | Наталья Кончаловская (1903—1988) | Наталья Кончаловская (1903—1988) |                               |                               |                               |                               |                               |                               | Нина Кончаловская (1908—1994)   | Нина Кончаловская (1908—1994)   | Нина Кончаловская (1908—1994)   | Нина Кончаловская (1908—1994)   | Нина Кончаловская (1908—1994)         | Нина Кончаловская (1908—1994)         |                                       |                                       |                                       |                                       |                          |                          |                          |                          |  |  |                             |                             |                             |                             |                             |                             |  |  |
| Михаил Михалков (1922—2006)    | Михаил Михалков (1922—2006)    | Михаил Михалков (1922—2006)    | Михаил Михалков (1922—2006)    | Михаил Михалков (1922—2006)           | Михаил Михалков (1922—2006)           |                                       |                                       | Александр Михалков (1917—2001)        | Александр Михалков (1917—2001)        | Александр Михалков (1917—2001) | Александр Михалков (1917—2001) | Александр Михалков (1917—2001) | Александр Михалков (1917—2001) |                                |                                | Сергей Михалков (1913—2009)    | Сергей Михалков (1913—2009)    | Сергей Михалков (1913—2009) | Сергей Михалков (1913—2009) | Сергей Михалков (1913—2009) | Сергей Михалков (1913—2009) |                             |                             | Наталья Кончаловская (1903—1988) | Наталья Кончаловская (1903—1988) | Наталья Кончаловская (1903—1988) | Наталья Кончаловская (1903—1988) | Наталья Кончаловская (1903—1988) | Наталья Кончаловская (1903—1988) |                               |                               |                               |                               |                               |                               | Нина Кончаловская (1908—1994)   | Нина Кончаловская (1908—1994)   | Нина Кончаловская (1908—1994)   | Нина Кончаловская (1908—1994)   | Нина Кончаловская (1908—1994)         | Нина Кончаловская (1908—1994)         |                                       |                                       |                                       |                                       |                          |                          |                          |                          |  |  |                             |                             |                             |                             |                             |                             |  |  |
|                                |                                |                                |                                |                                       |                                       |                                       |                                       |                                       |                                       |                                |                                |                                |                                |                                |                                |                                |                                |                             |                             |                             |                             |                             |                             |                                  |                                  |                                  |                                  |                                  |                                  |                               |                               |                               |                               |                               |                               |                                 |                                 |                                 |                                 |                                       |                                       |                                       |                                       |                                       |                                       |                          |                          |                          |                          |  |  |                             |                             |                             |                             |                             |                             |  |  |
|                                |                                |                                |                                |                                       |                                       |                                       |                                       |                                       |                                       |                                |                                |                                |                                |                                |                                |                                |                                |                             |                             |                             |                             |                             |                             |                                  |                                  |                                  |                                  |                                  |                                  |                               |                               |                               |                               |                               |                               |                                 |                                 |                                 |                                 |                                       |                                       |                                       |                                       |                                       |                                       |                          |                          |                          |                          |  |  |                             |                             |                             |                             |                             |                             |  |  |
| Наталия Аринбасарова (р. 1946) | Наталия Аринбасарова (р. 1946) | Наталия Аринбасарова (р. 1946) | Наталия Аринбасарова (р. 1946) | Наталия Аринбасарова (р. 1946)        | Наталия Аринбасарова (р. 1946)        |                                       |                                       | Андрей Кончаловский (р. 1937)         | Андрей Кончаловский (р. 1937)         | Андрей Кончаловский (р. 1937)  | Андрей Кончаловский (р. 1937)  | Андрей Кончаловский (р. 1937)  | Андрей Кончаловский (р. 1937)  |                                |                                | Юлия Высоцкая (р. 1973)        | Юлия Высоцкая (р. 1973)        | Юлия Высоцкая (р. 1973)     | Юлия Высоцкая (р. 1973)     | Юлия Высоцкая (р. 1973)     | Юлия Высоцкая (р. 1973)     |                             |                             | Анастасия Вертинская (р. 1944)   | Анастасия Вертинская (р. 1944)   | Анастасия Вертинская (р. 1944)   | Анастасия Вертинская (р. 1944)   | Анастасия Вертинская (р. 1944)   | Анастасия Вертинская (р. 1944)   |                               |                               | Никита Михалков (р. 1945)     | Никита Михалков (р. 1945)     | Никита Михалков (р. 1945)     | Никита Михалков (р. 1945)     | Никита Михалков (р. 1945)       | Никита Михалков (р. 1945)       |                                 |                                 | Татьяна Михалкова (Шигаева) (р. 1947) | Татьяна Михалкова (Шигаева) (р. 1947) | Татьяна Михалкова (Шигаева) (р. 1947) | Татьяна Михалкова (Шигаева) (р. 1947) | Татьяна Михалкова (Шигаева) (р. 1947) | Татьяна Михалкова (Шигаева) (р. 1947) |                          |                          |                          |                          |  |  |                             |                             |                             |                             |                             |                             |  |  |
| Наталия Аринбасарова (р. 1946) | Наталия Аринбасарова (р. 1946) | Наталия Аринбасарова (р. 1946) | Наталия Аринбасарова (р. 1946) | Наталия Аринбасарова (р. 1946)        | Наталия Аринбасарова (р. 1946)        |                                       |                                       | Андрей Кончаловский (р. 1937)         | Андрей Кончаловский (р. 1937)         | Андрей Кончаловский (р. 1937)  | Андрей Кончаловский (р. 1937)  | Андрей Кончаловский (р. 1937)  | Андрей Кончаловский (р. 1937)  |                                |                                | Юлия Высоцкая (р. 1973)        | Юлия Высоцкая (р. 1973)        | Юлия Высоцкая (р. 1973)     | Юлия Высоцкая (р. 1973)     | Юлия Высоцкая (р. 1973)     | Юлия Высоцкая (р. 1973)     |                             |                             | Анастасия Вертинская (р. 1944)   | Анастасия Вертинская (р. 1944)   | Анастасия Вертинская (р. 1944)   | Анастасия Вертинская (р. 1944)   | Анастасия Вертинская (р. 1944)   | Анастасия Вертинская (р. 1944)   |                               |                               | Никита Михалков (р. 1945)     | Никита Михалков (р. 1945)     | Никита Михалков (р. 1945)     | Никита Михалков (р. 1945)     | Никита Михалков (р. 1945)       | Никита Михалков (р. 1945)       |                                 |                                 | Татьяна Михалкова (Шигаева) (р. 1947) | Татьяна Михалкова (Шигаева) (р. 1947) | Татьяна Михалкова (Шигаева) (р. 1947) | Татьяна Михалкова (Шигаева) (р. 1947) | Татьяна Михалкова (Шигаева) (р. 1947) | Татьяна Михалкова (Шигаева) (р. 1947) |                          |                          |                          |                          |  |  |                             |                             |                             |                             |                             |                             |  |  |
|                                |                                |                                |                                |                                       |                                       |                                       |                                       |                                       |                                       |                                |                                |                                |                                |                                |                                |                                |                                |                             |                             |                             |                             |                             |                             |                                  |                                  |                                  |                                  |                                  |                                  |                               |                               |                               |                               |                               |                               |                                 |                                 |                                 |                                 |                                       |                                       |                                       |                                       |                                       |                                       |                          |                          |                          |                          |  |  |                             |                             |                             |                             |                             |                             |  |  |
|                                |                                |                                |                                |                                       |                                       |                                       |                                       |                                       |                                       |                                |                                |                                |                                |                                |                                |                                |                                |                             |                             |                             |                             |                             |                             |                                  |                                  |                                  |                                  |                                  |                                  |                               |                               |                               |                               |                               |                               |                                 |                                 |                                 |                                 |                                       |                                       |                                       |                                       |                                       |                                       |                          |                          |                          |                          |  |  |                             |                             |                             |                             |                             |                             |  |  |
|                                |                                |                                |                                | Егор Михалков- Кончаловский (р. 1966) | Егор Михалков- Кончаловский (р. 1966) | Егор Михалков- Кончаловский (р. 1966) | Егор Михалков- Кончаловский (р. 1966) | Егор Михалков- Кончаловский (р. 1966) | Егор Михалков- Кончаловский (р. 1966) |                                |                                | Мария Кончаловская (р. 1999)   | Мария Кончаловская (р. 1999)   | Мария Кончаловская (р. 1999)   | Мария Кончаловская (р. 1999)   | Мария Кончаловская (р. 1999)   | Мария Кончаловская (р. 1999)   |                             |                             | Пётр Кончаловский (р. 2003) | Пётр Кончаловский (р. 2003) | Пётр Кончаловский (р. 2003) | Пётр Кончаловский (р. 2003) | Пётр Кончаловский (р. 2003)      | Пётр Кончаловский (р. 2003)      |                                  |                                  | Степан Михалков (р. 1966)        | Степан Михалков (р. 1966)        | Степан Михалков (р. 1966)     | Степан Михалков (р. 1966)     | Степан Михалков (р. 1966)     | Степан Михалков (р. 1966)     |                               |                               | Анна Михалкова (р. 1974)        | Анна Михалкова (р. 1974)        | Анна Михалкова (р. 1974)        | Анна Михалкова (р. 1974)        | Анна Михалкова (р. 1974)              | Анна Михалкова (р. 1974)              |                                       |                                       | Артём Михалков (р. 1975)              | Артём Михалков (р. 1975)              | Артём Михалков (р. 1975) | Артём Михалков (р. 1975) | Артём Михалков (р. 1975) | Артём Михалков (р. 1975) |  |  | Надежда Михалкова (р. 1986) | Надежда Михалкова (р. 1986) | Надежда Михалкова (р. 1986) | Надежда Михалкова (р. 1986) | Надежда Михалкова (р. 1986) | Надежда Михалкова (р. 1986) |  |  |

Предки